# Show and Prove
Show and Prove ist das Debütalbum des US-amerikanischen Rappers Wiz Khalifa. Es erschien am 5. September 2006 in den USA beim Independent-Label Rostrum Records. In den USA und auch in Deutschland stieg es nicht in die Charts ein.

## Hintergrund
Im Herbst 2004 unterschrieb Wiz Khalifa einen Plattenvertrag bei Rostrum Records. Anschließend veröffentlichte er 2005 zunächst sein erstes Mixtape (Prince of the City: Welcome to Pistolvania), ehe er 2006 „Show and Prove“ veröffentlichte. Sein zweites Studioalbum, Deal or No Deal, folgte erst 2009, in der Zwischenzeit erschienen jedoch sechs Mixtapes.

## Titelliste
| #   | Titel                                                    | Produzent                 | Länge |
| --- | -------------------------------------------------------- | ------------------------- | ----- |
| 1.  | Intro                                                    | I.D. Labs                 | 1:42  |
| 2.  | Pittsburgh Sound                                         | The Resource              | 3:32  |
| 3.  | ’Bout Mine                                               | Nesia Beatz               | 4:22  |
| 4.  | I Choose You                                             | I.D. Labs                 | 3:44  |
| 5.  | Damn Thing                                               | I.D. Labs, Johnny Juliano | 3:58  |
| 6.  | Keep the Conversation (feat. Boaz)                       | Johnny Juliano            | 4:09  |
| 7.  | Stay in Your Lane                                        | Black Czer                | 3:42  |
| 8.  | Stand Up (feat. Chevy Woods)                             | Johnny Juliano            | 3:46  |
| 9.  | Too Late                                                 | Johnny Juliano            | 4:50  |
| 10. | I’m Gonna Ride                                           | I.D. Labs                 | 3:24  |
| 11. | Gotta Be a Star (feat. Johnny Juliano & S. Mone) (Remix) | Johnny Juliano            | 4:33  |
| 12. | Let ’Em Know                                             | I.D. Labs                 | 3:43  |
| 13. | Sometimes (feat. Vali Porter)                            | Champ Super, I.D. Labs    | 4:21  |
| 14. | Locked & Loaded (feat. Chevy Woods)                      | Black Czer                | 3:58  |
| 15. | Burn Somethin’                                           | Johnny Juliano            | 3:50  |
| 16. | Crazy Since the 80’s                                     | Johnny Juliano            | 4:41  |
| 17. | History in the Making/Never Too Late                     | I.D. Labs                 | 7:07  |

## Erfolg
Das Album erreichte in den USA keinerlei Chartplatzierung, weder in den Billboard 200 noch in genrespezifischen Charts. Aufmerksamkeit erlangte das Album vor allem in Pittsburgh, der Heimatstadt Wiz Khalifas. Zudem gilt das Album als Wegbereiter Khalifas hin zu seinem ersten Vertrag mit einem Major-Plattenlabel, welchen er 2007 bei Warner Bros. Records unterschrieb. Bis August 2011 wurden rund 10.000 Einheiten der Veröffentlichung verkauft, zudem erreichte es bei last.fm 2.228.000 Klicks von über 647.000 Hörern.